# Zuil van Justinianus

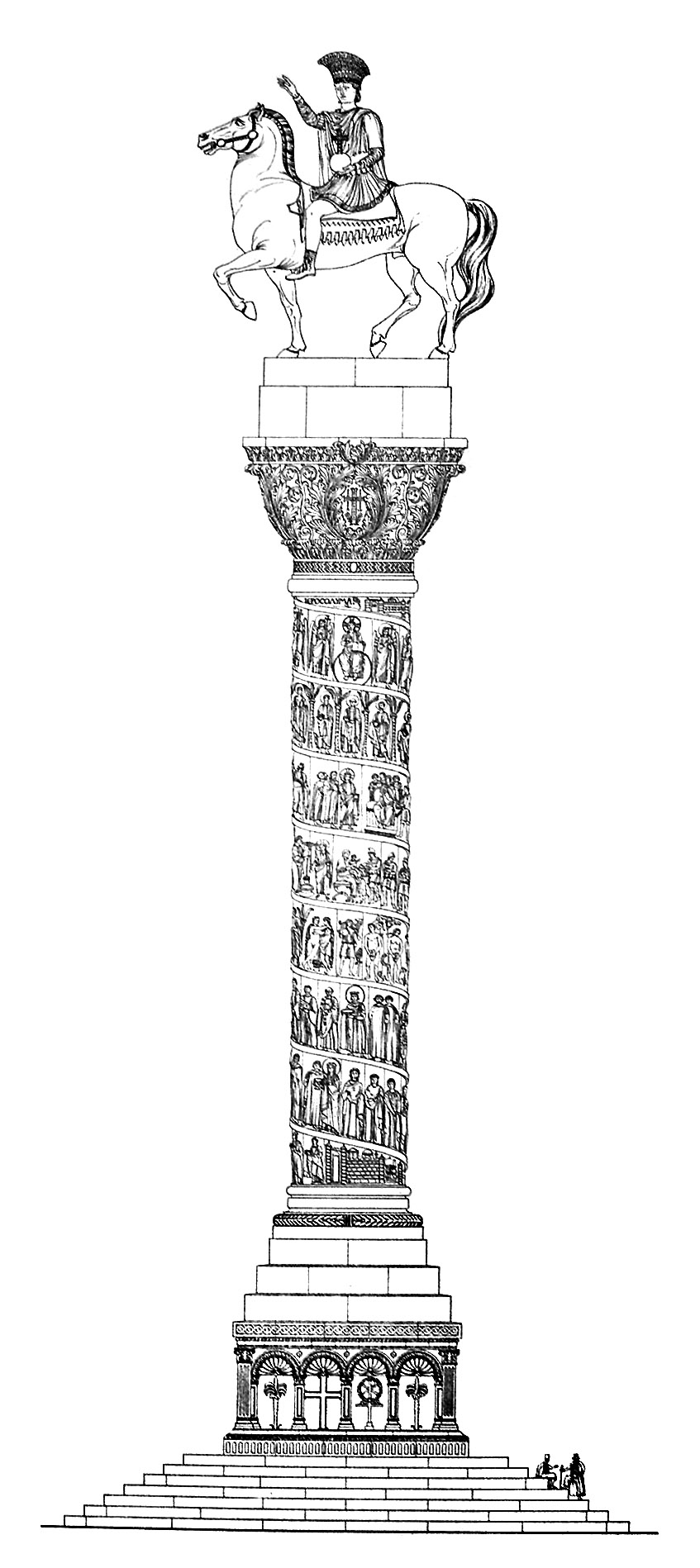
Reconstructie van de zuil (1912), volgens Cornelius Gurlitt. 1912. De overigens incorrecte impressie van het op de zuil afgebeelde verhaal in helische vorm is naar voorbeeld van die van de zuil van Trajanus.

De Zuil van Justinianus was een erezuil in Constantinopel, opgericht door de Byzantijnse keizer Justinianus I ter herdenking van zijn overwinningen in de periode 543-545. Het bevond zich aan de westkant van het Augustaion tussen de Hagia Sophia en het Groot Paleis, maar werd vernield door de Ottomanen, begin 16e eeuw.

## Beschrijving

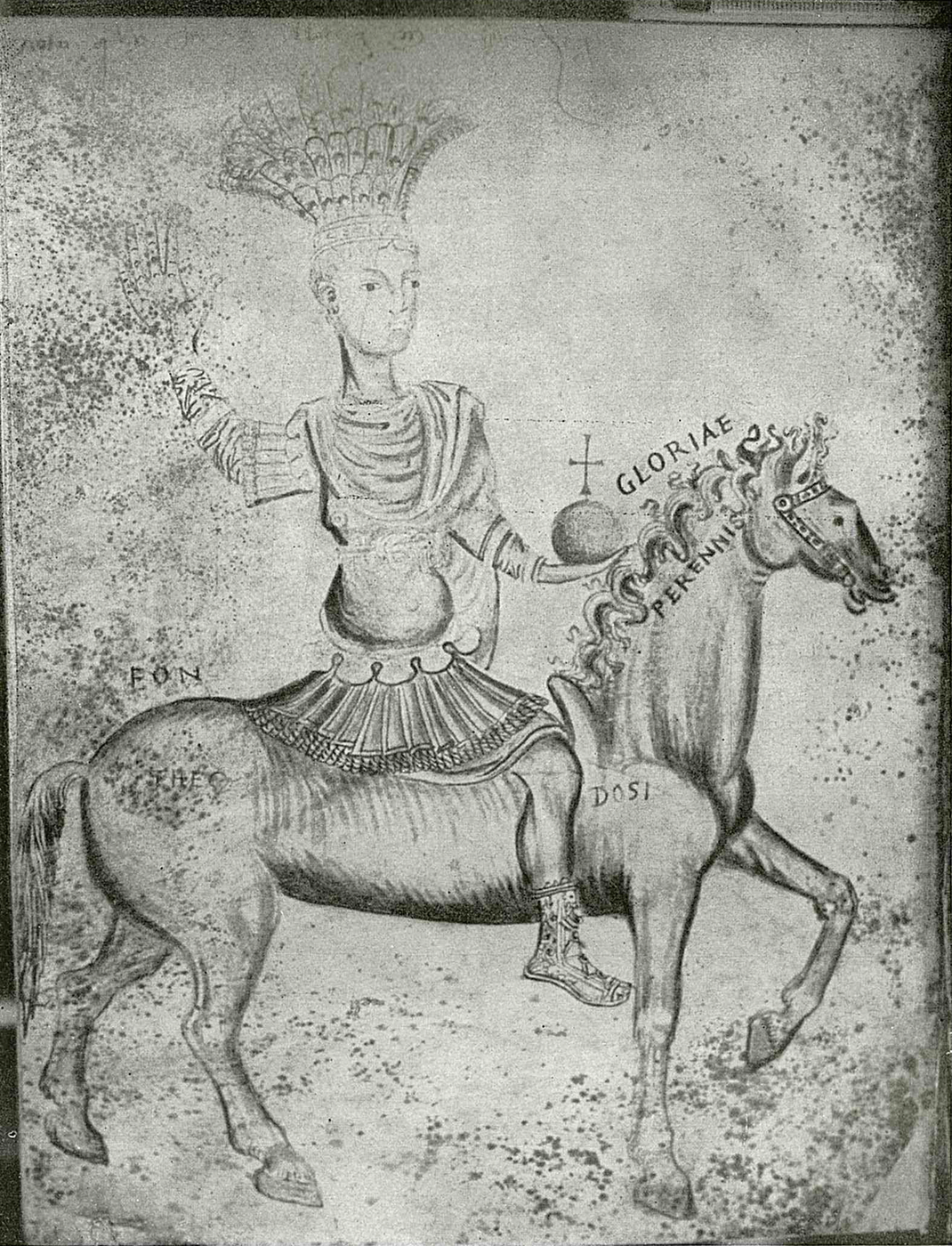
Tekening uit ca. 1430 van het standbeeld van Justinianus dat op de zuil stond

De zuil was opgebouwd uit steen, bekleed met bronzen platen, op een marmeren sokkel van zeven treden. Bovenop stond een monumentaal koperen ruiterstandbeeld van de keizer, die een helm met pauwenveren draagt.
In zijn linkerhand hield hij een bol dat symbool stond voor heerschappij of rijk en waarschijnlijk de aardbol voorstelde (Lat. orbis). Romeinen associeerden het symbool ooit met Jupiter of de zon. Het kruis is een latere christelijke toevoeging en is de reden dat de bol later foutief werd geïnterpreteerd als het symbool van de Christelijke krijger. Aangenomen werd dat de ruiter een bezwerende gebaar maakte naar het Oosten, waarmee hij de vijanden aldaar, achtereenvolgens de Sasaniërs, Arabieren en Turken, beval de Byzantijnse grens niet te overschrijden.
De hoogte van de voormalige zuil wordt geschat op ergens tussen een ruime 30 meter ("100 voet") en meer dan 60 meter ("hoger dan Hagia Sofia"). De laatste schatting wordt ook door diverse afbeeldingen uit die tijd gestaafd. Het ruiterstandbeeld zelf was vermoedelijk ruim acht meter hoog.

## Geschiedenis

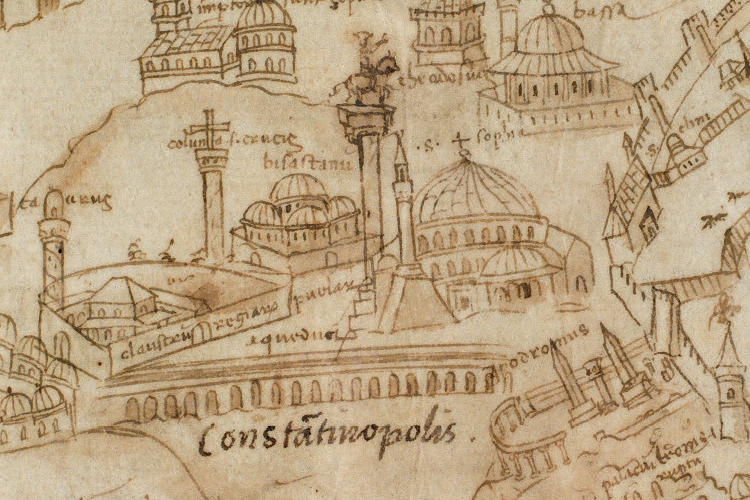
Tekening van eind 15e eeuw, met de intacte zuil van Justinianus

De erezuil zou gebouwd zijn naar aanleiding van de overwinningen van de Byzantijnse keizer Justinianus I in de periode 543-545. Vermoedelijk gaat het om een herbruikte standbeeld dat eerder Theodosius I of II voorstelde.
De erezuil had door haar grootte en symbolische karakter een magisch effect op zowel de christenen en islamieten. Laatstgenoemden zagen het vooral als een potentiële bedreiging: zolang de ruiter daar stond, zouden de Christenen hun macht behouden.

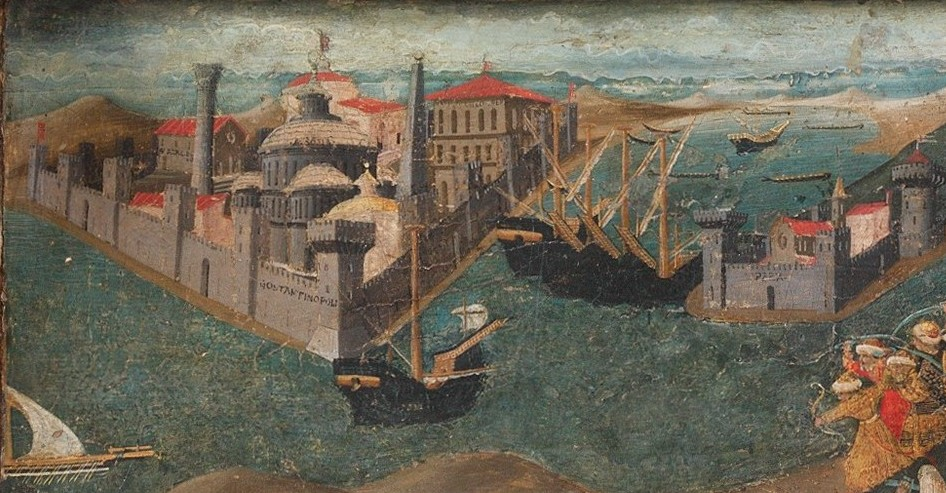
Detail van een schilderij van na 1461, met het beleg van Constantinopel. De ruiter was toen van zijn sokkel verwijderd

Het is het volgens wetenschappers dan ook geen verrassing dat de erezuil na een kleine millennium prominent op het Augustaion gestaan te hebben door de Ottomanen is vernietigd. Er zijn verschillende theorieën over wanneer, waarom en hoe de zuil en het ruiterstandbeeld is afgebroken. Raby komt in zijn standaardwerk over deze erezuil tot de conclusie dat het standbeeld vrij snel sinds de Ottomaanse inname van Constantinopel in 1453, in opdracht van Mehmed II van haar sokkel werd gehaald en dat het na tenminste een verhuizing in de tuin van de Topkapıpaleis terechtgekomen was, voordat het begin 16e eeuw tot kanon werd omgesmolten. 